# Jimmy Jansson
Erik Robert Jimmy Jansson (født 17. september 1985) er en svensk sanger og sangskriver. Ved Melodifestivalen 2020 satte han en ny rekord for mængden af konkurrerende poster af en komponist i en konkurrence, med seks poster.